# Zoo Marí de Barcelona
El Zoo Marí de Barcelona fou un projecte de zoo de fauna marina dissenyat amb l'objectiu de complementar el Parc Zoològic de Barcelona desdoblant-lo en dues instal·lacions, els hàbitats terrestres al Zoo de Ciutadella i els marins a un nou espai al front litoral del Besòs, al costat del Parc del Fòrum.
L'any 2009 van començar les obres amb la retirada de les terres de precàrrega i la construcció de les estructures dels murs perimetrals necessaris per crear una plataforma marina de 8 hectàrees.
Inicialment estava previst que el 2011 s'acabés la urbanització de l'entorn, el 2013 les obres de les instal·lacions i el 2014 es pogués obrir al públic el Zoo Marí.
L'any 2011 el projecte va ser aparcat per l'alcalde Xavier Trias. Posteriorment va ser completament cancel·lat. Del projecte inicial només es va finalitzar una plataforma marina, que actualment es fa servir per a diverses activitats ciutadanes, dins del conjunt del Parc del Forum.